# Natalio La Micela
Natalio La Micela, (Scicli, Sicilia, 14 de septiembre de 1923-Buenos Aires, 7 de marzo de 1999) fue un músico, violinista y compositor italiano.

## Trayectoria
Realizó sus estudios musicales en el Conservatorio Nacional de Música y Arte Escénico, perfeccionándose luego con el Maestro Aldo Tonini.
Formó parte de la Orquesta de Cámara del conservatorio dirigida por Bruno Bandini, trío con Juan José Castro y cuarteto Pascual De Rogatis. Incursionó en la música popular actuando con las orquestas de Horacio Salgan, Alfredo Gobbi, Ángel D'Agostino, Alberto Castillo y Osmar Maderna, entre otros.
En 1966 ganó por concurso el cargo de 5.º primer violín de la Orquesta Nacional "Juan de Dios Filiberto" y ocupó el puesto de Concertino. Paralelamente fue contratado en la Orquesta Estable del Teatro Colón, donde por concurso gana un cargo de violín de fila en el año 1987.

## Algunas de sus obras
- Y quisiera olvidarte.[1]
- Paloma y Gorrión (con letra de Luis Ricardo Furlan), publicado en el diario Clarín del 3 de abril de 1980.
- Ahí va.
- Ahora es tarde.
- Aprontando.
- Chiquitico chiquitico.
- Corazón me has engañado baya.
- Coso esta que revienta.
- Dialogando.
- Melancólico.
- Me has robado el corazón.
- No me pidas más.
- Nostálgica canción.
- Quien te ha visto
- Quiero que acalles  ritmo moreno.
- San Telmo.
- Serenata de vals.
- Valparaíso.
- Arriba Saurito[2]